# وراهوویتسه

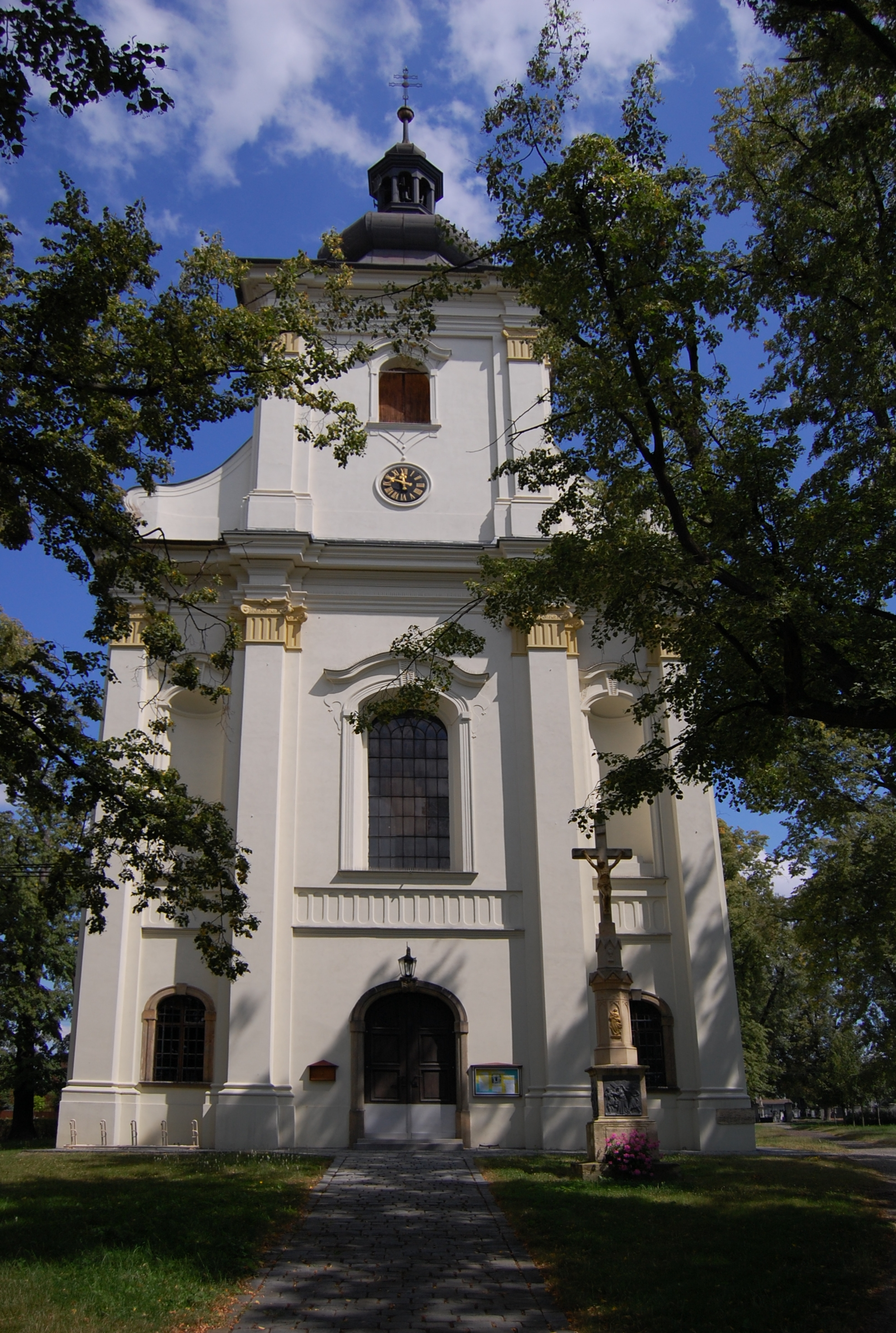
Saint Bartholomew Church in Vrahovice

وراهوویتسه (به چکی: Vrahovice) نام روستایی در استان الوموتس در کشور جمهوری چک در نزدیکی پرستیه‌یو است.
در زیر مجموعه پرستیه‌یو قرار دارد و جمعیت آن در حدود ۳،۴۰۰ نفر است.